# Inga martinicensis
Espèce
Synonymes
- Feuilleea martinicensis (C.Presl) Kuntze[1]

Statut de conservation UICN

 VU D2 : Vulnérable
Inga martinicensis est une espèce de plantes à fleurs dicotylédones de la famille des Leguminosae, sous-famille des Faboideae, originaire de la Martinique.